# Iwanka Christowa
Iwanka Marinowa Christowa (bulgarisch Иванка Маринова Христова, engl. Transkription Ivanka Marinova Khristova; * 19. November 1941 in Ossikowiza, Prawez; † 24. Februar 2022) war eine bulgarische Leichtathletin. Sie wurde 1976 Olympiasiegerin im Kugelstoßwettkampf. Bei einer Körpergröße von 1,72 m hatte sie ein Wettkampfgewicht von 83 kg.

## Leben und Karriere
Bei den Olympischen Spielen 1968 in Mexiko-Stadt wurde Iwanka Christowa mit 17,25 m Sechste. Bei den Leichtathletik-Europameisterschaften 1969 belegte sie mit bulgarischem Landesrekord von 18,04 m den vierten Platz. Zwei Jahre später bei den Europameisterschaften 1971 wurde sie mit 17,78 m Sechste.
1972 gewann Iwanka Christowa bei den Olympischen Spielen in München mit 19,35 m Bronze hinter Nadeschda Tschischowa aus der Sowjetunion und Margitta Gummel aus der DDR. Bei den Europameisterschaften 1974 wurde Christowa mit 19,17 m Vierte.
Anfang Juli 1976 stellte Christowa in Belmeken zwei Weltrekorde mit 21,87 m und 21,89 m auf. Helena Fibingerová aus der Tschechoslowakei übertraf diese Weiten am 26. September mit 21,99 m. Am 31. Juli 1976 fand das Kugelstoßfinale der Frauen bei den Olympischen Spielen in Montreal statt. Nach dem ersten Durchgang führte Nadeschda Tschischowa, die sich im zweiten Durchgang auf 20,96 m steigerte. Am Ende der vierten Runde führte Tschischowa immer noch mit ihrer Weite aus dem zweiten Versuch vor Iwanka Christowa und Marianne Adam aus der DDR mit 20,55 m. Im fünften Durchgang steigerten sich zunächst Fibingerová auf 20,67 m und anschließend Christowa auf 21,16 m. Damit standen die Medaillengewinnerinnen fest und Iwanka Christowa hatte einen neuen olympischen Rekord aufgestellt.
Iwanka Christowa erreichte von 1967 bis 1969 bei den Europäischen Hallenspielen und von 1970 bis 1976 bei den Halleneuropameisterschaften jedes Jahr das Finale. Ihre Leistungen und Platzierungen im Einzelnen:
- 1967: Platz 2 – 16,55 m
- 1968: Platz 4 – 17,11 m
- 1969: Platz 2 – 16,94 m
- 1970: Platz 5 – 17,58 m
- 1971: Platz 5 – 17,42 m
- 1972: Platz 4 – 17,92 m
- 1973: Platz 4 – 17,92 m
- 1974: Platz 4 – 19,23 m
- 1975: Platz 3 – 19,35 m
- 1976: Platz 1 – 20,45 m

## Tod
Am 24. Februar 2022 verstarb Iwanka Christowa im Alter von 80 Jahren.